# Costinești
Costinești (in turco Güvenli) è un comune della Romania di 3 121 abitanti, ubicato nel distretto di Costanza (CT), nella regione storica della Dobrugia.
Il comune è formato dall'unione di 2 villaggi: Costinești e Schitu e dista 19 chilometri da Eforie.
Situato sulle rive del Mar Nero, con un piccolo lago alle spalle, Costinești si è trasformato negli anni sessanta da villaggio di pescatori a località turistica, grazie agli investimenti effettuati dal regime comunista con la costruzione di un albergo e diverse grandi case per vacanze.

## Economia

### Turismo
I primi investimenti nel settore turistico risalgono al 1956 quando il Partito Comunista Rumeno organizzò il primo campo estivo internazionale per studenti
Dopo la rivoluzione del 1989, la località ha attratto anche investimenti privati, con un consistente sviluppo turistico soprattutto dell'area settentrionale.

## Infrastrutture e trasporti
La linea ferroviaria Costanza - Mangalia unisce il comune alle maggiori località della Romania, in particolare durante i mesi estivi grazie all'aumento delle frequenze.